# Audi Q6 e-tron Sportback
Pour les articles homonymes, voir Audi e-tron (homonymie).
La Q6 e-tron Sportback est un SUV coupé compact électrique du constructeur automobile allemand Audi produit à partir de 2024.

## Présentation
L'Audi Q6 e-tron Sportback est présentée le 14 octobre 2024 au Mondial de l'automobile de Paris.

## Caractéristiques techniques
La Q6 e-tron Sportback repose sur la plateforme technique Premium Platform Electric (PPE) commune avec le constructeur Porsche dont bénéficie son cousin le Macan de seconde génération.
Le SUV coupé est doté d'un frunk (coffre avant) de 64 litres.

## Finitions

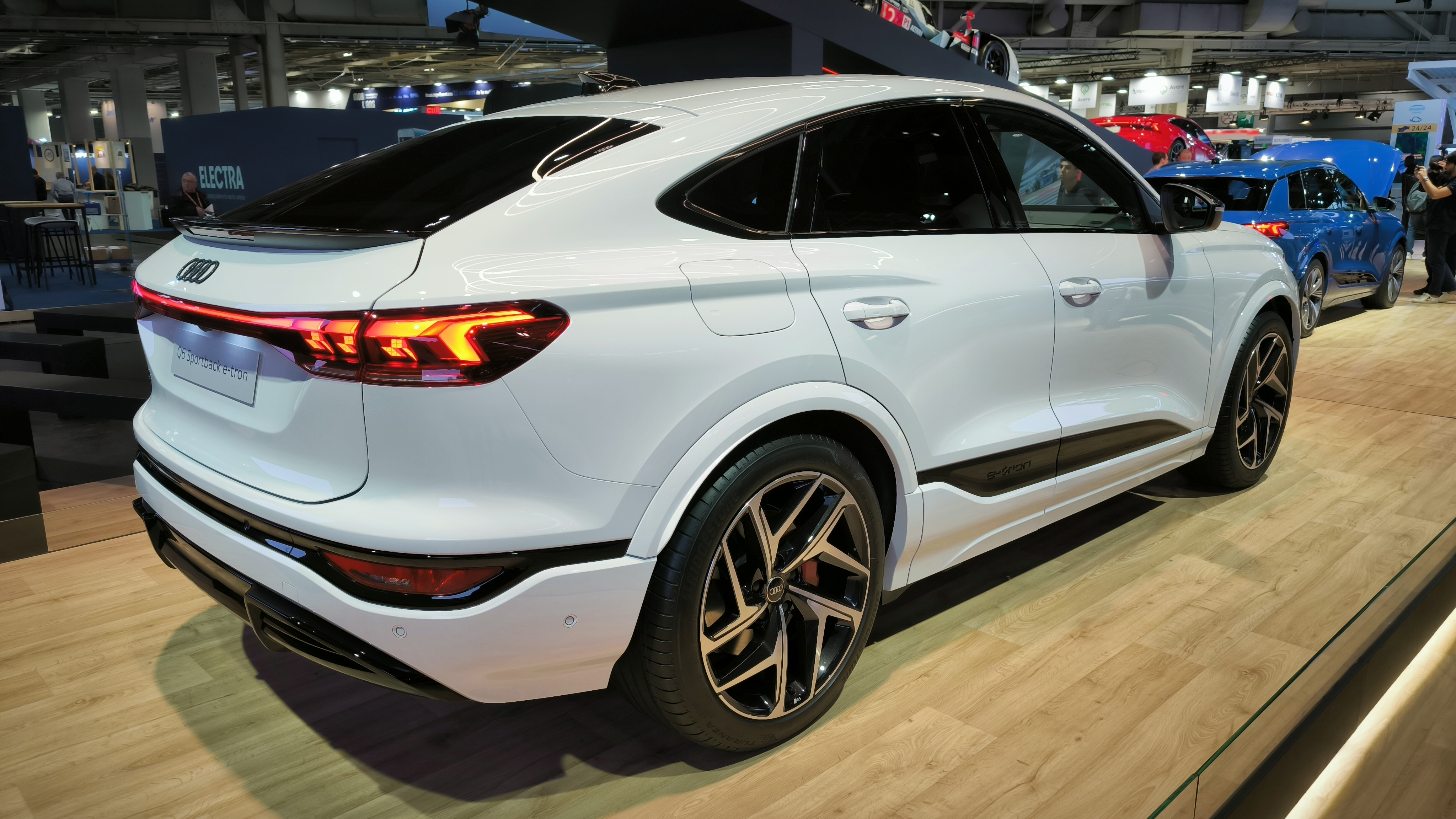
Vue arrière.

- Design
- S Line
- SQ6